# كراشاوات
الكراشاوات أو براغيث القوارض (الاسم العلمي: Ceratophyllinae) هي أسرة من الحشرات تتبع فصيلة الكراشية من الرتبة البرغوثيات.

## أجناس
- الكراش